# Баран урія
Баран азійський, уріал (Ovis vignei, syn. Ovis orientalis vignei) — вид ссавців родини Бикові. Ovis orientalis vignei знаходиться в центрально-західній частині Азії. Іншою групою підвидів Ovis orientalis є муфлон (Ovis orientalis orientalis). Ці дві групи часто вважають окремими видами.

## Поширення
Мешкає від північно-східного Ірану та західного Казахстану до Белуджистану (Пакистан) і Ладакхського регіону північної Індії. Його місцем існування є трав'янисті схили нижче межі лісу. Урії рідко переходять на скелясті ділянки гір. 

## Поведінка
Харчуються в основному травою, але в змозі з'їсти листя дерев і чагарників, якщо це необхідно. Шлюбний сезон починається у вересні. Ягнята народжуються після вагітності довжиною п'ять місяців.

## Фізичні данні
Роги самців можуть бути до 100 см у довжину. Висота в плечах дорослих самців становить від 80 до 90 см. Примітною особливістю є червонувато-коричневе довге хутро, яке зникає взимку, самців вирізняє чорний гребінь, що тягнеться від шиї до грудей і великі роги.